# Nonant-le-Pin
Nonant-le-Pin is een plaats en voormalige gemeente in het Franse departement Orne in de regio Normandië en telt 565 inwoners (2005). De plaats maakt deel uit van het arrondissement Mortagne-au-Perche.

## Geschiedenis
Nonant-le-Pin is op 1 januari 2025 gefuseerd met de gemeenten Les Authieux-du-Puits, La Genevraie, Godisson en Le Merlerault tot de gemeente Merlerault-le-Pin.

## Geografie
De oppervlakte van Nonant-le-Pin bedraagt 18,6 km², de bevolkingsdichtheid is 30,4 inwoners per km².

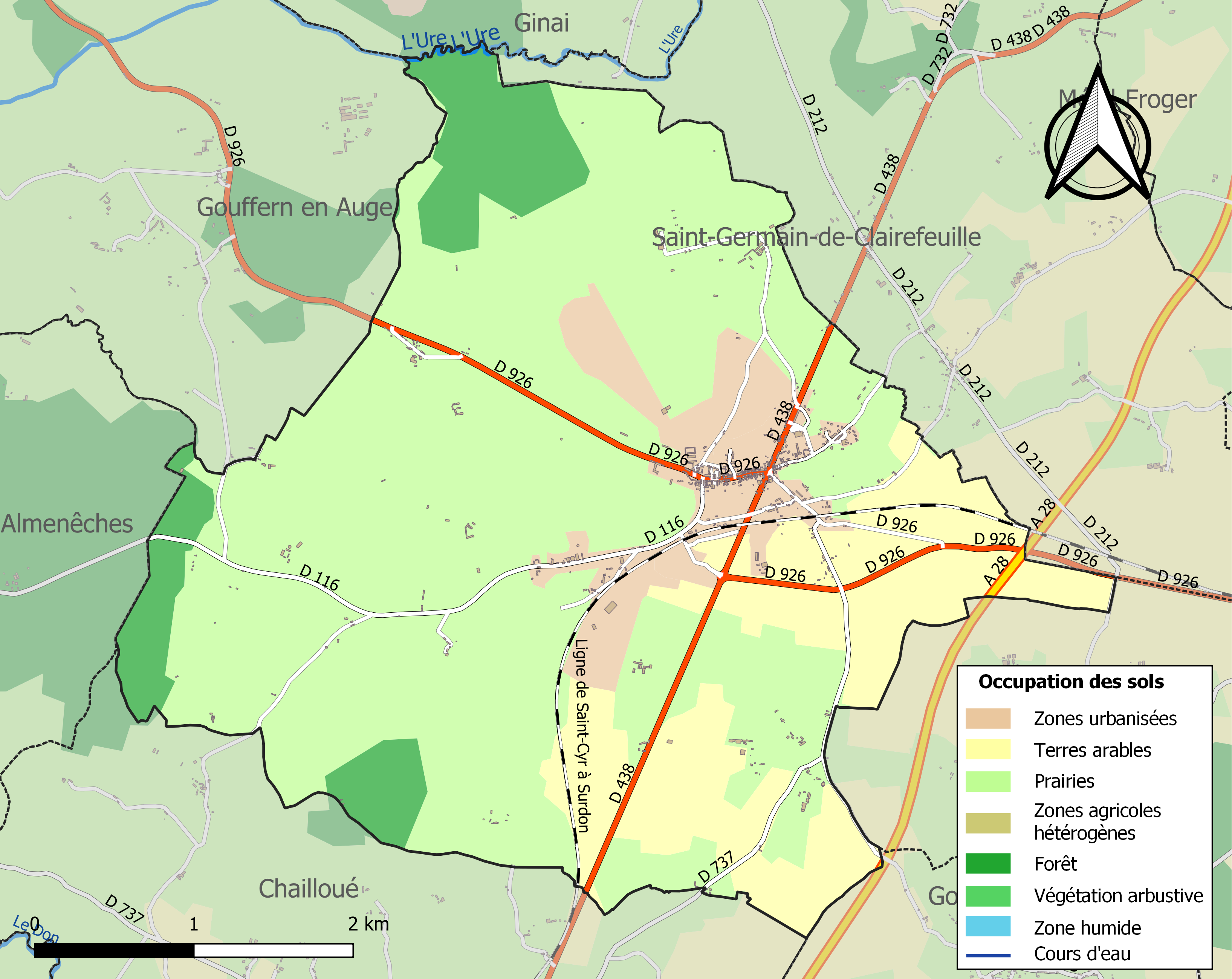
Kaart van de gemeente met de belangrijkste infrastructuur, bodemgebruik en omliggende gemeenten

## Demografie
Onderstaande figuur toont het verloop van het inwonertal (bron: INSEE-tellingen).
Les Authieux-du-Puits · La Genevraie · Godisson · Le Merlerault · Nonant-le-Pin